# Karel Sijmons
Karel Lodewijk Sijmons (Helmond, 28 december 1908 - Amsterdam, 15 december 1989) was een Nederlandse architect. Hij werkte als architect onder de naam K.L. Sijmons Dzn.

## Biografie
Karel Sijmons groeide op in Helmond als zoon van Dirk Sijmons en Antje van Dijk. Op zijn 12e kreeg hij hersenvliesontsteking waardoor hij vanaf dat moment compleet doof was. Van 1924 tot 1927 volgde hij de ambachtsschool en werkte daarna kort bij de dienst Publieke Werken van de gemeente Helmond.
In 1928 verhuisde hij naar Amsterdam waar hij een baan als technisch tekenaar bij het architectenbureau Otto & Logeman combineerde met een opleiding aan de Academie van Bouwkunst Amsterdam. In 1928 verhuisde hij naar de hoofdstad en ging werken bij architectenbureau Baanders en bleef verder studeren. Als architect ging hij uiteindelijk in 1932 aan de slag met twee collega's (Piet Zanstra en Jan Giesen) waarmee hij het bureau Zanstra/Giesen/Sijmons begon. Het eerste grote woningbouwproject dat het bureau binnenhaalde waren de atelierwoningen voor beeldende kunstenaars in de Zomerdijkstraat in Amsterdam-Zuid.
Hij trouwde in 1948 met Tony Boers waar hij 4 kinderen mee kreeg.
Later zou Sijmons vooral bekendheid krijgen als architect van protestantse kerkgebouwen. Voor de Haagse Adventskerk (1955) kreeg hij in 1965 de Dr. H.P. Berlage architectuurprijs van de gemeente Den Haag. In 1954 begon Sijmons zijn eigen architectenbureau. Hij overleed in 1989 en ligt begraven op Zorgvlied.
Een relatief grote opdracht was de bouw van een nieuw medisch centrum in Amsterdam ter behandeling voor reuma en aanverwante aandoeningen. Het gebouw dat na drie jaar bouwen op 2 oktober 1967 (ingebruikname juni 1967) officieel geopend werd, heeft zes miljoen gulden gekost. Allerlei afdelingen waren in het gebouw samengebracht, van ruimten voor arbeidstherapie tot loopkamers. Ook waren er oefen- en revalidatieruimtes, zodat behandelde patiënten alvast konden oefenen in een thuissituatie. Het stond jarenlang bekend als het Dr. Jan van Breemeninstituut (Dr. Jan van Breemen was reumaspecialist), later Reade geheten.

## Bouwwerken
De lijst is nog onvolledig
| Bouw      | Naam                                                             | Plaats          | Bijzonderheden                                           | Afbeelding |
| --------- | ---------------------------------------------------------------- | --------------- | -------------------------------------------------------- | ---------- |
| 1934      | Flats Zomerdijkstraat                                            | Amsterdam-Zuid  | Met Piet Zanstra en Jan Giesen; Rijksmonument nr. 335836 |            |
| 1954-1957 | Streekziekenhuis                                                 | Bennekom        | Afgebroken 2005                                          |            |
| 1955      | Drukkerij en winkel De Bussy, Rokin                              | Amsterdam       |                                                          |            |
| 1955      | Adventkerk                                                       | Den Haag        | Gemeentelijk monument, Dr. H.P. Berlageprijs 1965        |            |
| 1956/57   | Arminiuskerk/Buurtcentrum De Tulp                                | Amsterdam       | Gemeentelijk monument                                    |            |
| 1957      | Hollandse Sociëteit van Levensverzekeringen, Herengracht 465-471 | Amsterdam       |                                                          |            |
| 1958      | Adventkerk                                                       | Aerdenhout      |                                                          |            |
| 1958      | Paaskerk                                                         | Zaandam         | Rijksmonument met nr. 530856                             |            |
| 1964-1967 | Reade (Reumacentrum)                                             | Amsterdam-West  |                                                          |            |
| 1965      | Ziekenhuis Bergzicht                                             | Goes            | Gesloopt in 1997                                         |            |
| 1966      | Thomaskerk                                                       | Amsterdam-Zuid  |                                                          |            |
| 1966      | Spaarbank voor de Stad Amsterdam, gebouw de Munthof, Singel 540  | Amsterdam       |                                                          |            |
| 1969      | Ziekenhuis, Mosplein                                             | Amsterdam-Noord | Later verbouwd tot hotel                                 |            |
| 1971      | Parkeergarage Carlton, Munthof                                   | Amsterdam       |                                                          |            |
| 1971      | Ziekenhuis Leyenburg                                             | Den Haag        |                                                          |            |
| 1972      | PTT, Post- en Radiogebouw                                        | IJmuiden        | Afgebroken                                               |            |

## Prijzen
- 1965 Dr. H.P. Berlageprijs voor zijn ontwerp van de Adventkerk te Den Haag.
- 12-03-1966   in het Algemeen Handelsblad, K. L. SIJMONS, ARCHITECT, door WIEK ROLING

## Familie
- Zijn dochter Babette Sijmons is getrouwd met de schilder en schrijver Jan Cremer
- Zijn zoon Dirk F. Sijmons (1949, landschapsarchitect), werd in 2021 door The International Federaton of Landscape Architects (IFLA) onderscheiden met de prestigieuze IFLA Sir Geoffrey Jellicoe Award. Hij ontving deze onderscheiding vooral vanwege zijn bijdragen aan landschapsarchitectuur, waarvan de belangrijkste kwaliteit ligt in het herdefiniëren van het beroep, de grenzen, de strategie en de positie ervan.

- Biografisch Portaal: 97663180
- Gemeinsame Normdatei: 1128446448
- International Standard Name Identifier: 0000 0003 8743 425X
- Nederlandse Thesaurus van Auteursnamen: 112372503
- RKD-Nederlands Instituut voor Kunstgeschiedenis: 109512
- Union List of Artist Names: 500445408
- Virtual International Authority File: 280437072